# Ablaküveg-fólia

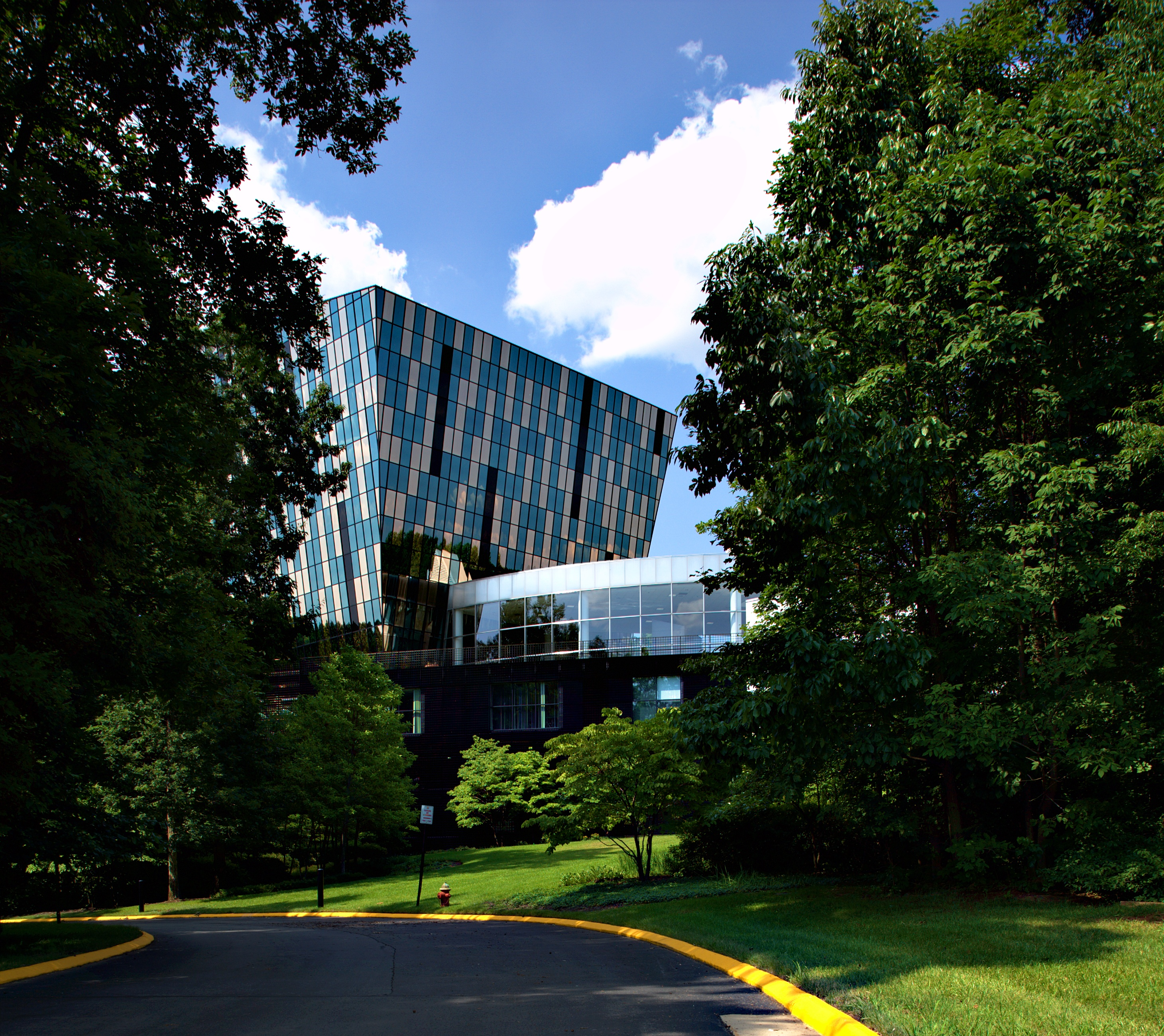
A virginiai CIT épülete dekoratív fóliázással

Az ablaküveg-fólia vagy síküvegfólia egy olyan átlátszó műanyag réteg, illetve fém hártya, amit ablakfelületek üvegére helyeznek. Gyakorlati alkalmazását elősegíti, hogy szemben más megoldásokkal (például füstüveg), alkalmazása nem kíván épületszerkezeti változtatásokat.

## Típusok
- biztonsági fólia: megnöveli a felület szilárdságát, az üveglap törése esetén is egyben tartja a védett területet, és szilánkmentes törést biztosít; a vagyonvédelemben hatásos behatolásvédelmi eszköz, bizonyos típusok hatásos védelmet biztosíthatnak robbanás esetén is
- fény- és hővédő fólia: kiszűri a nap káros ultraviola sugarait, csökkenti a fény erősségét; hőszigetelő tulajdonságai miatt alkalmas belső terek hőmérsékletének tartós megtartására
- dekoratív fólia: a felvitt felületet mattítja, ezért dekorációs célokra alkalmazzák – betekintés-védelme miatt gyakran üveg falú térelválasztók, vagy helyiségek átlátszóságát szüntetik meg vele
- graffiti fólia: elsődlegesen szándékos rongálás ellen használják (graffiti, törés, karcolás stb.); a legtöbb felületen alkalmazzák
- karcolásvédő fólia: elsősorban gépjárművek védelmére használják a menet közben felverődő apró tárgyak, vagy egyéb szennyeződések ellen